# Volo Regional Airlines 9288
Il 16 marzo 2005, il volo Regional Airlines 9288 si schiantò durante l'avvicinamento all'aeroporto di Varandey, nel Circondario autonomo dei Nenec in Russia, provocando la morte di 28 delle 52 persone a bordo.

## L'aereo
L'aereo era un bimotore Antonov An-24RV (nome in codice NATO "Coke"), numero di serie del produttore 27308107. Aveva volato per la prima volta nel 1972 ed era registrato come RA-46489. La Regional Airlines lo aveva preso in leasing dalla Kuzbassaviafrakht (Kuzbass Aero Freight).

## L'incidente
Il 16 marzo 2005, il volo 9288 stava effettuando un volo charter passeggeri dall'aeroporto di Usinsk a Komi all'aeroporto di Varandey, nel Circondario autonomo dei Nenec, con sette membri dell'equipaggio e 45 passeggeri a bordo. Durante l'avvicinamento a Varandey, l'equipaggio non si accorse che la velocità dell'Antonov stava scemando fino a una fase di stallo. Alle 13:53, l'aereo colpì una collina a circa 5 chilometri (3,1 miglia) dall'aeroporto e prese fuoco, provocando la morte di 28 persone (due membri dell'equipaggio e 26 passeggeri).

## Le indagini
La Commissione riscontrò che la causa dell'incidente era la collisione dell'aeromobile con il suolo nella fase finale dell'avvicinamento, causata dalla sua uscita dagli angoli di attacco ipercritici e dal regime di stallo a bassa quota.
La decelerazione dell'aeromobile alla velocità di stallo era dovuta alle azioni di controllo da parte del comandante dell'aeromobile, che mantenne attiva la modalità di planata per lungo tempo (più di 20 secondi), con un conseguente funzionamento insufficiente dei motori. Eventuali errori nelle indicazioni di una serie di strumenti (indicatori di velocità, indicatore dell'angolo di incidenza) potrebbero aver reso difficile per i membri dell'equipaggio il controllo dei parametri di volo.